# Nowinka szachowa
Nowinka – posunięcie we wczesnej fazie partii szachów, które zostało zastosowane po raz pierwszy. Na teorię otwarć szachowych składa się ogromna liczba znanych wariantów, stosowanych wcześniej w grze praktycznej lub przeanalizowanych przez teoretyków, jednak jest ona daleka od pełnego opisu bogactwa możliwości, jakie dają szachy. Nowinki są zazwyczaj owocem żmudnej pracy arcymistrzów, którzy w domowych analizach próbują znaleźć warianty nieznane przeciwnikom.
Za nowinkę uznaje się tylko takie nowe posunięcie w debiucie, które przynosi korzyść. Ofiarą fałszywej nowinki padł w 1988 roku czołowy szachista świata Viswanathan Anand, który zasugerował się błędnym komentarzem, umieszczonym w Šahovskim Informatorze.

|   | a | b | c | d | e | f | g | h |   |
| 8 | a8 – Czarna wieża · b8 – Czarny skoczek · d8 – Czarny hetman · e8 – Czarny król · f8 – Czarny goniec · h8 – Czarna wieża · a7 – Czarny pionek · b7 – Czarny pionek · c7 – Czarny pionek · f7 – Czarny pionek · g7 – Czarny pionek · h7 – Czarny pionek · d6 – Czarny pionek · f5 – Czarny goniec · e4 – Czarny skoczek · c3 – Biały skoczek · f3 – Biały skoczek · a2 – Biały pionek · b2 – Biały pionek · c2 – Biały pionek · d2 – Biały pionek · e2 – Biały hetman · f2 – Biały pionek · g2 – Biały pionek · h2 – Biały pionek · a1 – Biała wieża · c1 – Biały goniec · e1 – Biały król · h1 – Biała wieża | a8 – Czarna wieża · b8 – Czarny skoczek · d8 – Czarny hetman · e8 – Czarny król · f8 – Czarny goniec · h8 – Czarna wieża · a7 – Czarny pionek · b7 – Czarny pionek · c7 – Czarny pionek · f7 – Czarny pionek · g7 – Czarny pionek · h7 – Czarny pionek · d6 – Czarny pionek · f5 – Czarny goniec · e4 – Czarny skoczek · c3 – Biały skoczek · f3 – Biały skoczek · a2 – Biały pionek · b2 – Biały pionek · c2 – Biały pionek · d2 – Biały pionek · e2 – Biały hetman · f2 – Biały pionek · g2 – Biały pionek · h2 – Biały pionek · a1 – Biała wieża · c1 – Biały goniec · e1 – Biały król · h1 – Biała wieża | a8 – Czarna wieża · b8 – Czarny skoczek · d8 – Czarny hetman · e8 – Czarny król · f8 – Czarny goniec · h8 – Czarna wieża · a7 – Czarny pionek · b7 – Czarny pionek · c7 – Czarny pionek · f7 – Czarny pionek · g7 – Czarny pionek · h7 – Czarny pionek · d6 – Czarny pionek · f5 – Czarny goniec · e4 – Czarny skoczek · c3 – Biały skoczek · f3 – Biały skoczek · a2 – Biały pionek · b2 – Biały pionek · c2 – Biały pionek · d2 – Biały pionek · e2 – Biały hetman · f2 – Biały pionek · g2 – Biały pionek · h2 – Biały pionek · a1 – Biała wieża · c1 – Biały goniec · e1 – Biały król · h1 – Biała wieża | a8 – Czarna wieża · b8 – Czarny skoczek · d8 – Czarny hetman · e8 – Czarny król · f8 – Czarny goniec · h8 – Czarna wieża · a7 – Czarny pionek · b7 – Czarny pionek · c7 – Czarny pionek · f7 – Czarny pionek · g7 – Czarny pionek · h7 – Czarny pionek · d6 – Czarny pionek · f5 – Czarny goniec · e4 – Czarny skoczek · c3 – Biały skoczek · f3 – Biały skoczek · a2 – Biały pionek · b2 – Biały pionek · c2 – Biały pionek · d2 – Biały pionek · e2 – Biały hetman · f2 – Biały pionek · g2 – Biały pionek · h2 – Biały pionek · a1 – Biała wieża · c1 – Biały goniec · e1 – Biały król · h1 – Biała wieża | a8 – Czarna wieża · b8 – Czarny skoczek · d8 – Czarny hetman · e8 – Czarny król · f8 – Czarny goniec · h8 – Czarna wieża · a7 – Czarny pionek · b7 – Czarny pionek · c7 – Czarny pionek · f7 – Czarny pionek · g7 – Czarny pionek · h7 – Czarny pionek · d6 – Czarny pionek · f5 – Czarny goniec · e4 – Czarny skoczek · c3 – Biały skoczek · f3 – Biały skoczek · a2 – Biały pionek · b2 – Biały pionek · c2 – Biały pionek · d2 – Biały pionek · e2 – Biały hetman · f2 – Biały pionek · g2 – Biały pionek · h2 – Biały pionek · a1 – Biała wieża · c1 – Biały goniec · e1 – Biały król · h1 – Biała wieża | a8 – Czarna wieża · b8 – Czarny skoczek · d8 – Czarny hetman · e8 – Czarny król · f8 – Czarny goniec · h8 – Czarna wieża · a7 – Czarny pionek · b7 – Czarny pionek · c7 – Czarny pionek · f7 – Czarny pionek · g7 – Czarny pionek · h7 – Czarny pionek · d6 – Czarny pionek · f5 – Czarny goniec · e4 – Czarny skoczek · c3 – Biały skoczek · f3 – Biały skoczek · a2 – Biały pionek · b2 – Biały pionek · c2 – Biały pionek · d2 – Biały pionek · e2 – Biały hetman · f2 – Biały pionek · g2 – Biały pionek · h2 – Biały pionek · a1 – Biała wieża · c1 – Biały goniec · e1 – Biały król · h1 – Biała wieża | a8 – Czarna wieża · b8 – Czarny skoczek · d8 – Czarny hetman · e8 – Czarny król · f8 – Czarny goniec · h8 – Czarna wieża · a7 – Czarny pionek · b7 – Czarny pionek · c7 – Czarny pionek · f7 – Czarny pionek · g7 – Czarny pionek · h7 – Czarny pionek · d6 – Czarny pionek · f5 – Czarny goniec · e4 – Czarny skoczek · c3 – Biały skoczek · f3 – Biały skoczek · a2 – Biały pionek · b2 – Biały pionek · c2 – Biały pionek · d2 – Biały pionek · e2 – Biały hetman · f2 – Biały pionek · g2 – Biały pionek · h2 – Biały pionek · a1 – Biała wieża · c1 – Biały goniec · e1 – Biały król · h1 – Biała wieża | a8 – Czarna wieża · b8 – Czarny skoczek · d8 – Czarny hetman · e8 – Czarny król · f8 – Czarny goniec · h8 – Czarna wieża · a7 – Czarny pionek · b7 – Czarny pionek · c7 – Czarny pionek · f7 – Czarny pionek · g7 – Czarny pionek · h7 – Czarny pionek · d6 – Czarny pionek · f5 – Czarny goniec · e4 – Czarny skoczek · c3 – Biały skoczek · f3 – Biały skoczek · a2 – Biały pionek · b2 – Biały pionek · c2 – Biały pionek · d2 – Biały pionek · e2 – Biały hetman · f2 – Biały pionek · g2 – Biały pionek · h2 – Biały pionek · a1 – Biała wieża · c1 – Biały goniec · e1 – Biały król · h1 – Biała wieża | 8 |
| 7 | a8 – Czarna wieża · b8 – Czarny skoczek · d8 – Czarny hetman · e8 – Czarny król · f8 – Czarny goniec · h8 – Czarna wieża · a7 – Czarny pionek · b7 – Czarny pionek · c7 – Czarny pionek · f7 – Czarny pionek · g7 – Czarny pionek · h7 – Czarny pionek · d6 – Czarny pionek · f5 – Czarny goniec · e4 – Czarny skoczek · c3 – Biały skoczek · f3 – Biały skoczek · a2 – Biały pionek · b2 – Biały pionek · c2 – Biały pionek · d2 – Biały pionek · e2 – Biały hetman · f2 – Biały pionek · g2 – Biały pionek · h2 – Biały pionek · a1 – Biała wieża · c1 – Biały goniec · e1 – Biały król · h1 – Biała wieża | a8 – Czarna wieża · b8 – Czarny skoczek · d8 – Czarny hetman · e8 – Czarny król · f8 – Czarny goniec · h8 – Czarna wieża · a7 – Czarny pionek · b7 – Czarny pionek · c7 – Czarny pionek · f7 – Czarny pionek · g7 – Czarny pionek · h7 – Czarny pionek · d6 – Czarny pionek · f5 – Czarny goniec · e4 – Czarny skoczek · c3 – Biały skoczek · f3 – Biały skoczek · a2 – Biały pionek · b2 – Biały pionek · c2 – Biały pionek · d2 – Biały pionek · e2 – Biały hetman · f2 – Biały pionek · g2 – Biały pionek · h2 – Biały pionek · a1 – Biała wieża · c1 – Biały goniec · e1 – Biały król · h1 – Biała wieża | a8 – Czarna wieża · b8 – Czarny skoczek · d8 – Czarny hetman · e8 – Czarny król · f8 – Czarny goniec · h8 – Czarna wieża · a7 – Czarny pionek · b7 – Czarny pionek · c7 – Czarny pionek · f7 – Czarny pionek · g7 – Czarny pionek · h7 – Czarny pionek · d6 – Czarny pionek · f5 – Czarny goniec · e4 – Czarny skoczek · c3 – Biały skoczek · f3 – Biały skoczek · a2 – Biały pionek · b2 – Biały pionek · c2 – Biały pionek · d2 – Biały pionek · e2 – Biały hetman · f2 – Biały pionek · g2 – Biały pionek · h2 – Biały pionek · a1 – Biała wieża · c1 – Biały goniec · e1 – Biały król · h1 – Biała wieża | a8 – Czarna wieża · b8 – Czarny skoczek · d8 – Czarny hetman · e8 – Czarny król · f8 – Czarny goniec · h8 – Czarna wieża · a7 – Czarny pionek · b7 – Czarny pionek · c7 – Czarny pionek · f7 – Czarny pionek · g7 – Czarny pionek · h7 – Czarny pionek · d6 – Czarny pionek · f5 – Czarny goniec · e4 – Czarny skoczek · c3 – Biały skoczek · f3 – Biały skoczek · a2 – Biały pionek · b2 – Biały pionek · c2 – Biały pionek · d2 – Biały pionek · e2 – Biały hetman · f2 – Biały pionek · g2 – Biały pionek · h2 – Biały pionek · a1 – Biała wieża · c1 – Biały goniec · e1 – Biały król · h1 – Biała wieża | a8 – Czarna wieża · b8 – Czarny skoczek · d8 – Czarny hetman · e8 – Czarny król · f8 – Czarny goniec · h8 – Czarna wieża · a7 – Czarny pionek · b7 – Czarny pionek · c7 – Czarny pionek · f7 – Czarny pionek · g7 – Czarny pionek · h7 – Czarny pionek · d6 – Czarny pionek · f5 – Czarny goniec · e4 – Czarny skoczek · c3 – Biały skoczek · f3 – Biały skoczek · a2 – Biały pionek · b2 – Biały pionek · c2 – Biały pionek · d2 – Biały pionek · e2 – Biały hetman · f2 – Biały pionek · g2 – Biały pionek · h2 – Biały pionek · a1 – Biała wieża · c1 – Biały goniec · e1 – Biały król · h1 – Biała wieża | a8 – Czarna wieża · b8 – Czarny skoczek · d8 – Czarny hetman · e8 – Czarny król · f8 – Czarny goniec · h8 – Czarna wieża · a7 – Czarny pionek · b7 – Czarny pionek · c7 – Czarny pionek · f7 – Czarny pionek · g7 – Czarny pionek · h7 – Czarny pionek · d6 – Czarny pionek · f5 – Czarny goniec · e4 – Czarny skoczek · c3 – Biały skoczek · f3 – Biały skoczek · a2 – Biały pionek · b2 – Biały pionek · c2 – Biały pionek · d2 – Biały pionek · e2 – Biały hetman · f2 – Biały pionek · g2 – Biały pionek · h2 – Biały pionek · a1 – Biała wieża · c1 – Biały goniec · e1 – Biały król · h1 – Biała wieża | a8 – Czarna wieża · b8 – Czarny skoczek · d8 – Czarny hetman · e8 – Czarny król · f8 – Czarny goniec · h8 – Czarna wieża · a7 – Czarny pionek · b7 – Czarny pionek · c7 – Czarny pionek · f7 – Czarny pionek · g7 – Czarny pionek · h7 – Czarny pionek · d6 – Czarny pionek · f5 – Czarny goniec · e4 – Czarny skoczek · c3 – Biały skoczek · f3 – Biały skoczek · a2 – Biały pionek · b2 – Biały pionek · c2 – Biały pionek · d2 – Biały pionek · e2 – Biały hetman · f2 – Biały pionek · g2 – Biały pionek · h2 – Biały pionek · a1 – Biała wieża · c1 – Biały goniec · e1 – Biały król · h1 – Biała wieża | a8 – Czarna wieża · b8 – Czarny skoczek · d8 – Czarny hetman · e8 – Czarny król · f8 – Czarny goniec · h8 – Czarna wieża · a7 – Czarny pionek · b7 – Czarny pionek · c7 – Czarny pionek · f7 – Czarny pionek · g7 – Czarny pionek · h7 – Czarny pionek · d6 – Czarny pionek · f5 – Czarny goniec · e4 – Czarny skoczek · c3 – Biały skoczek · f3 – Biały skoczek · a2 – Biały pionek · b2 – Biały pionek · c2 – Biały pionek · d2 – Biały pionek · e2 – Biały hetman · f2 – Biały pionek · g2 – Biały pionek · h2 – Biały pionek · a1 – Biała wieża · c1 – Biały goniec · e1 – Biały król · h1 – Biała wieża | 7 |
| 6 | a8 – Czarna wieża · b8 – Czarny skoczek · d8 – Czarny hetman · e8 – Czarny król · f8 – Czarny goniec · h8 – Czarna wieża · a7 – Czarny pionek · b7 – Czarny pionek · c7 – Czarny pionek · f7 – Czarny pionek · g7 – Czarny pionek · h7 – Czarny pionek · d6 – Czarny pionek · f5 – Czarny goniec · e4 – Czarny skoczek · c3 – Biały skoczek · f3 – Biały skoczek · a2 – Biały pionek · b2 – Biały pionek · c2 – Biały pionek · d2 – Biały pionek · e2 – Biały hetman · f2 – Biały pionek · g2 – Biały pionek · h2 – Biały pionek · a1 – Biała wieża · c1 – Biały goniec · e1 – Biały król · h1 – Biała wieża | a8 – Czarna wieża · b8 – Czarny skoczek · d8 – Czarny hetman · e8 – Czarny król · f8 – Czarny goniec · h8 – Czarna wieża · a7 – Czarny pionek · b7 – Czarny pionek · c7 – Czarny pionek · f7 – Czarny pionek · g7 – Czarny pionek · h7 – Czarny pionek · d6 – Czarny pionek · f5 – Czarny goniec · e4 – Czarny skoczek · c3 – Biały skoczek · f3 – Biały skoczek · a2 – Biały pionek · b2 – Biały pionek · c2 – Biały pionek · d2 – Biały pionek · e2 – Biały hetman · f2 – Biały pionek · g2 – Biały pionek · h2 – Biały pionek · a1 – Biała wieża · c1 – Biały goniec · e1 – Biały król · h1 – Biała wieża | a8 – Czarna wieża · b8 – Czarny skoczek · d8 – Czarny hetman · e8 – Czarny król · f8 – Czarny goniec · h8 – Czarna wieża · a7 – Czarny pionek · b7 – Czarny pionek · c7 – Czarny pionek · f7 – Czarny pionek · g7 – Czarny pionek · h7 – Czarny pionek · d6 – Czarny pionek · f5 – Czarny goniec · e4 – Czarny skoczek · c3 – Biały skoczek · f3 – Biały skoczek · a2 – Biały pionek · b2 – Biały pionek · c2 – Biały pionek · d2 – Biały pionek · e2 – Biały hetman · f2 – Biały pionek · g2 – Biały pionek · h2 – Biały pionek · a1 – Biała wieża · c1 – Biały goniec · e1 – Biały król · h1 – Biała wieża | a8 – Czarna wieża · b8 – Czarny skoczek · d8 – Czarny hetman · e8 – Czarny król · f8 – Czarny goniec · h8 – Czarna wieża · a7 – Czarny pionek · b7 – Czarny pionek · c7 – Czarny pionek · f7 – Czarny pionek · g7 – Czarny pionek · h7 – Czarny pionek · d6 – Czarny pionek · f5 – Czarny goniec · e4 – Czarny skoczek · c3 – Biały skoczek · f3 – Biały skoczek · a2 – Biały pionek · b2 – Biały pionek · c2 – Biały pionek · d2 – Biały pionek · e2 – Biały hetman · f2 – Biały pionek · g2 – Biały pionek · h2 – Biały pionek · a1 – Biała wieża · c1 – Biały goniec · e1 – Biały król · h1 – Biała wieża | a8 – Czarna wieża · b8 – Czarny skoczek · d8 – Czarny hetman · e8 – Czarny król · f8 – Czarny goniec · h8 – Czarna wieża · a7 – Czarny pionek · b7 – Czarny pionek · c7 – Czarny pionek · f7 – Czarny pionek · g7 – Czarny pionek · h7 – Czarny pionek · d6 – Czarny pionek · f5 – Czarny goniec · e4 – Czarny skoczek · c3 – Biały skoczek · f3 – Biały skoczek · a2 – Biały pionek · b2 – Biały pionek · c2 – Biały pionek · d2 – Biały pionek · e2 – Biały hetman · f2 – Biały pionek · g2 – Biały pionek · h2 – Biały pionek · a1 – Biała wieża · c1 – Biały goniec · e1 – Biały król · h1 – Biała wieża | a8 – Czarna wieża · b8 – Czarny skoczek · d8 – Czarny hetman · e8 – Czarny król · f8 – Czarny goniec · h8 – Czarna wieża · a7 – Czarny pionek · b7 – Czarny pionek · c7 – Czarny pionek · f7 – Czarny pionek · g7 – Czarny pionek · h7 – Czarny pionek · d6 – Czarny pionek · f5 – Czarny goniec · e4 – Czarny skoczek · c3 – Biały skoczek · f3 – Biały skoczek · a2 – Biały pionek · b2 – Biały pionek · c2 – Biały pionek · d2 – Biały pionek · e2 – Biały hetman · f2 – Biały pionek · g2 – Biały pionek · h2 – Biały pionek · a1 – Biała wieża · c1 – Biały goniec · e1 – Biały król · h1 – Biała wieża | a8 – Czarna wieża · b8 – Czarny skoczek · d8 – Czarny hetman · e8 – Czarny król · f8 – Czarny goniec · h8 – Czarna wieża · a7 – Czarny pionek · b7 – Czarny pionek · c7 – Czarny pionek · f7 – Czarny pionek · g7 – Czarny pionek · h7 – Czarny pionek · d6 – Czarny pionek · f5 – Czarny goniec · e4 – Czarny skoczek · c3 – Biały skoczek · f3 – Biały skoczek · a2 – Biały pionek · b2 – Biały pionek · c2 – Biały pionek · d2 – Biały pionek · e2 – Biały hetman · f2 – Biały pionek · g2 – Biały pionek · h2 – Biały pionek · a1 – Biała wieża · c1 – Biały goniec · e1 – Biały król · h1 – Biała wieża | a8 – Czarna wieża · b8 – Czarny skoczek · d8 – Czarny hetman · e8 – Czarny król · f8 – Czarny goniec · h8 – Czarna wieża · a7 – Czarny pionek · b7 – Czarny pionek · c7 – Czarny pionek · f7 – Czarny pionek · g7 – Czarny pionek · h7 – Czarny pionek · d6 – Czarny pionek · f5 – Czarny goniec · e4 – Czarny skoczek · c3 – Biały skoczek · f3 – Biały skoczek · a2 – Biały pionek · b2 – Biały pionek · c2 – Biały pionek · d2 – Biały pionek · e2 – Biały hetman · f2 – Biały pionek · g2 – Biały pionek · h2 – Biały pionek · a1 – Biała wieża · c1 – Biały goniec · e1 – Biały król · h1 – Biała wieża | 6 |
| 5 | a8 – Czarna wieża · b8 – Czarny skoczek · d8 – Czarny hetman · e8 – Czarny król · f8 – Czarny goniec · h8 – Czarna wieża · a7 – Czarny pionek · b7 – Czarny pionek · c7 – Czarny pionek · f7 – Czarny pionek · g7 – Czarny pionek · h7 – Czarny pionek · d6 – Czarny pionek · f5 – Czarny goniec · e4 – Czarny skoczek · c3 – Biały skoczek · f3 – Biały skoczek · a2 – Biały pionek · b2 – Biały pionek · c2 – Biały pionek · d2 – Biały pionek · e2 – Biały hetman · f2 – Biały pionek · g2 – Biały pionek · h2 – Biały pionek · a1 – Biała wieża · c1 – Biały goniec · e1 – Biały król · h1 – Biała wieża | a8 – Czarna wieża · b8 – Czarny skoczek · d8 – Czarny hetman · e8 – Czarny król · f8 – Czarny goniec · h8 – Czarna wieża · a7 – Czarny pionek · b7 – Czarny pionek · c7 – Czarny pionek · f7 – Czarny pionek · g7 – Czarny pionek · h7 – Czarny pionek · d6 – Czarny pionek · f5 – Czarny goniec · e4 – Czarny skoczek · c3 – Biały skoczek · f3 – Biały skoczek · a2 – Biały pionek · b2 – Biały pionek · c2 – Biały pionek · d2 – Biały pionek · e2 – Biały hetman · f2 – Biały pionek · g2 – Biały pionek · h2 – Biały pionek · a1 – Biała wieża · c1 – Biały goniec · e1 – Biały król · h1 – Biała wieża | a8 – Czarna wieża · b8 – Czarny skoczek · d8 – Czarny hetman · e8 – Czarny król · f8 – Czarny goniec · h8 – Czarna wieża · a7 – Czarny pionek · b7 – Czarny pionek · c7 – Czarny pionek · f7 – Czarny pionek · g7 – Czarny pionek · h7 – Czarny pionek · d6 – Czarny pionek · f5 – Czarny goniec · e4 – Czarny skoczek · c3 – Biały skoczek · f3 – Biały skoczek · a2 – Biały pionek · b2 – Biały pionek · c2 – Biały pionek · d2 – Biały pionek · e2 – Biały hetman · f2 – Biały pionek · g2 – Biały pionek · h2 – Biały pionek · a1 – Biała wieża · c1 – Biały goniec · e1 – Biały król · h1 – Biała wieża | a8 – Czarna wieża · b8 – Czarny skoczek · d8 – Czarny hetman · e8 – Czarny król · f8 – Czarny goniec · h8 – Czarna wieża · a7 – Czarny pionek · b7 – Czarny pionek · c7 – Czarny pionek · f7 – Czarny pionek · g7 – Czarny pionek · h7 – Czarny pionek · d6 – Czarny pionek · f5 – Czarny goniec · e4 – Czarny skoczek · c3 – Biały skoczek · f3 – Biały skoczek · a2 – Biały pionek · b2 – Biały pionek · c2 – Biały pionek · d2 – Biały pionek · e2 – Biały hetman · f2 – Biały pionek · g2 – Biały pionek · h2 – Biały pionek · a1 – Biała wieża · c1 – Biały goniec · e1 – Biały król · h1 – Biała wieża | a8 – Czarna wieża · b8 – Czarny skoczek · d8 – Czarny hetman · e8 – Czarny król · f8 – Czarny goniec · h8 – Czarna wieża · a7 – Czarny pionek · b7 – Czarny pionek · c7 – Czarny pionek · f7 – Czarny pionek · g7 – Czarny pionek · h7 – Czarny pionek · d6 – Czarny pionek · f5 – Czarny goniec · e4 – Czarny skoczek · c3 – Biały skoczek · f3 – Biały skoczek · a2 – Biały pionek · b2 – Biały pionek · c2 – Biały pionek · d2 – Biały pionek · e2 – Biały hetman · f2 – Biały pionek · g2 – Biały pionek · h2 – Biały pionek · a1 – Biała wieża · c1 – Biały goniec · e1 – Biały król · h1 – Biała wieża | a8 – Czarna wieża · b8 – Czarny skoczek · d8 – Czarny hetman · e8 – Czarny król · f8 – Czarny goniec · h8 – Czarna wieża · a7 – Czarny pionek · b7 – Czarny pionek · c7 – Czarny pionek · f7 – Czarny pionek · g7 – Czarny pionek · h7 – Czarny pionek · d6 – Czarny pionek · f5 – Czarny goniec · e4 – Czarny skoczek · c3 – Biały skoczek · f3 – Biały skoczek · a2 – Biały pionek · b2 – Biały pionek · c2 – Biały pionek · d2 – Biały pionek · e2 – Biały hetman · f2 – Biały pionek · g2 – Biały pionek · h2 – Biały pionek · a1 – Biała wieża · c1 – Biały goniec · e1 – Biały król · h1 – Biała wieża | a8 – Czarna wieża · b8 – Czarny skoczek · d8 – Czarny hetman · e8 – Czarny król · f8 – Czarny goniec · h8 – Czarna wieża · a7 – Czarny pionek · b7 – Czarny pionek · c7 – Czarny pionek · f7 – Czarny pionek · g7 – Czarny pionek · h7 – Czarny pionek · d6 – Czarny pionek · f5 – Czarny goniec · e4 – Czarny skoczek · c3 – Biały skoczek · f3 – Biały skoczek · a2 – Biały pionek · b2 – Biały pionek · c2 – Biały pionek · d2 – Biały pionek · e2 – Biały hetman · f2 – Biały pionek · g2 – Biały pionek · h2 – Biały pionek · a1 – Biała wieża · c1 – Biały goniec · e1 – Biały król · h1 – Biała wieża | a8 – Czarna wieża · b8 – Czarny skoczek · d8 – Czarny hetman · e8 – Czarny król · f8 – Czarny goniec · h8 – Czarna wieża · a7 – Czarny pionek · b7 – Czarny pionek · c7 – Czarny pionek · f7 – Czarny pionek · g7 – Czarny pionek · h7 – Czarny pionek · d6 – Czarny pionek · f5 – Czarny goniec · e4 – Czarny skoczek · c3 – Biały skoczek · f3 – Biały skoczek · a2 – Biały pionek · b2 – Biały pionek · c2 – Biały pionek · d2 – Biały pionek · e2 – Biały hetman · f2 – Biały pionek · g2 – Biały pionek · h2 – Biały pionek · a1 – Biała wieża · c1 – Biały goniec · e1 – Biały król · h1 – Biała wieża | 5 |
| 4 | a8 – Czarna wieża · b8 – Czarny skoczek · d8 – Czarny hetman · e8 – Czarny król · f8 – Czarny goniec · h8 – Czarna wieża · a7 – Czarny pionek · b7 – Czarny pionek · c7 – Czarny pionek · f7 – Czarny pionek · g7 – Czarny pionek · h7 – Czarny pionek · d6 – Czarny pionek · f5 – Czarny goniec · e4 – Czarny skoczek · c3 – Biały skoczek · f3 – Biały skoczek · a2 – Biały pionek · b2 – Biały pionek · c2 – Biały pionek · d2 – Biały pionek · e2 – Biały hetman · f2 – Biały pionek · g2 – Biały pionek · h2 – Biały pionek · a1 – Biała wieża · c1 – Biały goniec · e1 – Biały król · h1 – Biała wieża | a8 – Czarna wieża · b8 – Czarny skoczek · d8 – Czarny hetman · e8 – Czarny król · f8 – Czarny goniec · h8 – Czarna wieża · a7 – Czarny pionek · b7 – Czarny pionek · c7 – Czarny pionek · f7 – Czarny pionek · g7 – Czarny pionek · h7 – Czarny pionek · d6 – Czarny pionek · f5 – Czarny goniec · e4 – Czarny skoczek · c3 – Biały skoczek · f3 – Biały skoczek · a2 – Biały pionek · b2 – Biały pionek · c2 – Biały pionek · d2 – Biały pionek · e2 – Biały hetman · f2 – Biały pionek · g2 – Biały pionek · h2 – Biały pionek · a1 – Biała wieża · c1 – Biały goniec · e1 – Biały król · h1 – Biała wieża | a8 – Czarna wieża · b8 – Czarny skoczek · d8 – Czarny hetman · e8 – Czarny król · f8 – Czarny goniec · h8 – Czarna wieża · a7 – Czarny pionek · b7 – Czarny pionek · c7 – Czarny pionek · f7 – Czarny pionek · g7 – Czarny pionek · h7 – Czarny pionek · d6 – Czarny pionek · f5 – Czarny goniec · e4 – Czarny skoczek · c3 – Biały skoczek · f3 – Biały skoczek · a2 – Biały pionek · b2 – Biały pionek · c2 – Biały pionek · d2 – Biały pionek · e2 – Biały hetman · f2 – Biały pionek · g2 – Biały pionek · h2 – Biały pionek · a1 – Biała wieża · c1 – Biały goniec · e1 – Biały król · h1 – Biała wieża | a8 – Czarna wieża · b8 – Czarny skoczek · d8 – Czarny hetman · e8 – Czarny król · f8 – Czarny goniec · h8 – Czarna wieża · a7 – Czarny pionek · b7 – Czarny pionek · c7 – Czarny pionek · f7 – Czarny pionek · g7 – Czarny pionek · h7 – Czarny pionek · d6 – Czarny pionek · f5 – Czarny goniec · e4 – Czarny skoczek · c3 – Biały skoczek · f3 – Biały skoczek · a2 – Biały pionek · b2 – Biały pionek · c2 – Biały pionek · d2 – Biały pionek · e2 – Biały hetman · f2 – Biały pionek · g2 – Biały pionek · h2 – Biały pionek · a1 – Biała wieża · c1 – Biały goniec · e1 – Biały król · h1 – Biała wieża | a8 – Czarna wieża · b8 – Czarny skoczek · d8 – Czarny hetman · e8 – Czarny król · f8 – Czarny goniec · h8 – Czarna wieża · a7 – Czarny pionek · b7 – Czarny pionek · c7 – Czarny pionek · f7 – Czarny pionek · g7 – Czarny pionek · h7 – Czarny pionek · d6 – Czarny pionek · f5 – Czarny goniec · e4 – Czarny skoczek · c3 – Biały skoczek · f3 – Biały skoczek · a2 – Biały pionek · b2 – Biały pionek · c2 – Biały pionek · d2 – Biały pionek · e2 – Biały hetman · f2 – Biały pionek · g2 – Biały pionek · h2 – Biały pionek · a1 – Biała wieża · c1 – Biały goniec · e1 – Biały król · h1 – Biała wieża | a8 – Czarna wieża · b8 – Czarny skoczek · d8 – Czarny hetman · e8 – Czarny król · f8 – Czarny goniec · h8 – Czarna wieża · a7 – Czarny pionek · b7 – Czarny pionek · c7 – Czarny pionek · f7 – Czarny pionek · g7 – Czarny pionek · h7 – Czarny pionek · d6 – Czarny pionek · f5 – Czarny goniec · e4 – Czarny skoczek · c3 – Biały skoczek · f3 – Biały skoczek · a2 – Biały pionek · b2 – Biały pionek · c2 – Biały pionek · d2 – Biały pionek · e2 – Biały hetman · f2 – Biały pionek · g2 – Biały pionek · h2 – Biały pionek · a1 – Biała wieża · c1 – Biały goniec · e1 – Biały król · h1 – Biała wieża | a8 – Czarna wieża · b8 – Czarny skoczek · d8 – Czarny hetman · e8 – Czarny król · f8 – Czarny goniec · h8 – Czarna wieża · a7 – Czarny pionek · b7 – Czarny pionek · c7 – Czarny pionek · f7 – Czarny pionek · g7 – Czarny pionek · h7 – Czarny pionek · d6 – Czarny pionek · f5 – Czarny goniec · e4 – Czarny skoczek · c3 – Biały skoczek · f3 – Biały skoczek · a2 – Biały pionek · b2 – Biały pionek · c2 – Biały pionek · d2 – Biały pionek · e2 – Biały hetman · f2 – Biały pionek · g2 – Biały pionek · h2 – Biały pionek · a1 – Biała wieża · c1 – Biały goniec · e1 – Biały król · h1 – Biała wieża | a8 – Czarna wieża · b8 – Czarny skoczek · d8 – Czarny hetman · e8 – Czarny król · f8 – Czarny goniec · h8 – Czarna wieża · a7 – Czarny pionek · b7 – Czarny pionek · c7 – Czarny pionek · f7 – Czarny pionek · g7 – Czarny pionek · h7 – Czarny pionek · d6 – Czarny pionek · f5 – Czarny goniec · e4 – Czarny skoczek · c3 – Biały skoczek · f3 – Biały skoczek · a2 – Biały pionek · b2 – Biały pionek · c2 – Biały pionek · d2 – Biały pionek · e2 – Biały hetman · f2 – Biały pionek · g2 – Biały pionek · h2 – Biały pionek · a1 – Biała wieża · c1 – Biały goniec · e1 – Biały król · h1 – Biała wieża | 4 |
| 3 | a8 – Czarna wieża · b8 – Czarny skoczek · d8 – Czarny hetman · e8 – Czarny król · f8 – Czarny goniec · h8 – Czarna wieża · a7 – Czarny pionek · b7 – Czarny pionek · c7 – Czarny pionek · f7 – Czarny pionek · g7 – Czarny pionek · h7 – Czarny pionek · d6 – Czarny pionek · f5 – Czarny goniec · e4 – Czarny skoczek · c3 – Biały skoczek · f3 – Biały skoczek · a2 – Biały pionek · b2 – Biały pionek · c2 – Biały pionek · d2 – Biały pionek · e2 – Biały hetman · f2 – Biały pionek · g2 – Biały pionek · h2 – Biały pionek · a1 – Biała wieża · c1 – Biały goniec · e1 – Biały król · h1 – Biała wieża | a8 – Czarna wieża · b8 – Czarny skoczek · d8 – Czarny hetman · e8 – Czarny król · f8 – Czarny goniec · h8 – Czarna wieża · a7 – Czarny pionek · b7 – Czarny pionek · c7 – Czarny pionek · f7 – Czarny pionek · g7 – Czarny pionek · h7 – Czarny pionek · d6 – Czarny pionek · f5 – Czarny goniec · e4 – Czarny skoczek · c3 – Biały skoczek · f3 – Biały skoczek · a2 – Biały pionek · b2 – Biały pionek · c2 – Biały pionek · d2 – Biały pionek · e2 – Biały hetman · f2 – Biały pionek · g2 – Biały pionek · h2 – Biały pionek · a1 – Biała wieża · c1 – Biały goniec · e1 – Biały król · h1 – Biała wieża | a8 – Czarna wieża · b8 – Czarny skoczek · d8 – Czarny hetman · e8 – Czarny król · f8 – Czarny goniec · h8 – Czarna wieża · a7 – Czarny pionek · b7 – Czarny pionek · c7 – Czarny pionek · f7 – Czarny pionek · g7 – Czarny pionek · h7 – Czarny pionek · d6 – Czarny pionek · f5 – Czarny goniec · e4 – Czarny skoczek · c3 – Biały skoczek · f3 – Biały skoczek · a2 – Biały pionek · b2 – Biały pionek · c2 – Biały pionek · d2 – Biały pionek · e2 – Biały hetman · f2 – Biały pionek · g2 – Biały pionek · h2 – Biały pionek · a1 – Biała wieża · c1 – Biały goniec · e1 – Biały król · h1 – Biała wieża | a8 – Czarna wieża · b8 – Czarny skoczek · d8 – Czarny hetman · e8 – Czarny król · f8 – Czarny goniec · h8 – Czarna wieża · a7 – Czarny pionek · b7 – Czarny pionek · c7 – Czarny pionek · f7 – Czarny pionek · g7 – Czarny pionek · h7 – Czarny pionek · d6 – Czarny pionek · f5 – Czarny goniec · e4 – Czarny skoczek · c3 – Biały skoczek · f3 – Biały skoczek · a2 – Biały pionek · b2 – Biały pionek · c2 – Biały pionek · d2 – Biały pionek · e2 – Biały hetman · f2 – Biały pionek · g2 – Biały pionek · h2 – Biały pionek · a1 – Biała wieża · c1 – Biały goniec · e1 – Biały król · h1 – Biała wieża | a8 – Czarna wieża · b8 – Czarny skoczek · d8 – Czarny hetman · e8 – Czarny król · f8 – Czarny goniec · h8 – Czarna wieża · a7 – Czarny pionek · b7 – Czarny pionek · c7 – Czarny pionek · f7 – Czarny pionek · g7 – Czarny pionek · h7 – Czarny pionek · d6 – Czarny pionek · f5 – Czarny goniec · e4 – Czarny skoczek · c3 – Biały skoczek · f3 – Biały skoczek · a2 – Biały pionek · b2 – Biały pionek · c2 – Biały pionek · d2 – Biały pionek · e2 – Biały hetman · f2 – Biały pionek · g2 – Biały pionek · h2 – Biały pionek · a1 – Biała wieża · c1 – Biały goniec · e1 – Biały król · h1 – Biała wieża | a8 – Czarna wieża · b8 – Czarny skoczek · d8 – Czarny hetman · e8 – Czarny król · f8 – Czarny goniec · h8 – Czarna wieża · a7 – Czarny pionek · b7 – Czarny pionek · c7 – Czarny pionek · f7 – Czarny pionek · g7 – Czarny pionek · h7 – Czarny pionek · d6 – Czarny pionek · f5 – Czarny goniec · e4 – Czarny skoczek · c3 – Biały skoczek · f3 – Biały skoczek · a2 – Biały pionek · b2 – Biały pionek · c2 – Biały pionek · d2 – Biały pionek · e2 – Biały hetman · f2 – Biały pionek · g2 – Biały pionek · h2 – Biały pionek · a1 – Biała wieża · c1 – Biały goniec · e1 – Biały król · h1 – Biała wieża | a8 – Czarna wieża · b8 – Czarny skoczek · d8 – Czarny hetman · e8 – Czarny król · f8 – Czarny goniec · h8 – Czarna wieża · a7 – Czarny pionek · b7 – Czarny pionek · c7 – Czarny pionek · f7 – Czarny pionek · g7 – Czarny pionek · h7 – Czarny pionek · d6 – Czarny pionek · f5 – Czarny goniec · e4 – Czarny skoczek · c3 – Biały skoczek · f3 – Biały skoczek · a2 – Biały pionek · b2 – Biały pionek · c2 – Biały pionek · d2 – Biały pionek · e2 – Biały hetman · f2 – Biały pionek · g2 – Biały pionek · h2 – Biały pionek · a1 – Biała wieża · c1 – Biały goniec · e1 – Biały król · h1 – Biała wieża | a8 – Czarna wieża · b8 – Czarny skoczek · d8 – Czarny hetman · e8 – Czarny król · f8 – Czarny goniec · h8 – Czarna wieża · a7 – Czarny pionek · b7 – Czarny pionek · c7 – Czarny pionek · f7 – Czarny pionek · g7 – Czarny pionek · h7 – Czarny pionek · d6 – Czarny pionek · f5 – Czarny goniec · e4 – Czarny skoczek · c3 – Biały skoczek · f3 – Biały skoczek · a2 – Biały pionek · b2 – Biały pionek · c2 – Biały pionek · d2 – Biały pionek · e2 – Biały hetman · f2 – Biały pionek · g2 – Biały pionek · h2 – Biały pionek · a1 – Biała wieża · c1 – Biały goniec · e1 – Biały król · h1 – Biała wieża | 3 |
| 2 | a8 – Czarna wieża · b8 – Czarny skoczek · d8 – Czarny hetman · e8 – Czarny król · f8 – Czarny goniec · h8 – Czarna wieża · a7 – Czarny pionek · b7 – Czarny pionek · c7 – Czarny pionek · f7 – Czarny pionek · g7 – Czarny pionek · h7 – Czarny pionek · d6 – Czarny pionek · f5 – Czarny goniec · e4 – Czarny skoczek · c3 – Biały skoczek · f3 – Biały skoczek · a2 – Biały pionek · b2 – Biały pionek · c2 – Biały pionek · d2 – Biały pionek · e2 – Biały hetman · f2 – Biały pionek · g2 – Biały pionek · h2 – Biały pionek · a1 – Biała wieża · c1 – Biały goniec · e1 – Biały król · h1 – Biała wieża | a8 – Czarna wieża · b8 – Czarny skoczek · d8 – Czarny hetman · e8 – Czarny król · f8 – Czarny goniec · h8 – Czarna wieża · a7 – Czarny pionek · b7 – Czarny pionek · c7 – Czarny pionek · f7 – Czarny pionek · g7 – Czarny pionek · h7 – Czarny pionek · d6 – Czarny pionek · f5 – Czarny goniec · e4 – Czarny skoczek · c3 – Biały skoczek · f3 – Biały skoczek · a2 – Biały pionek · b2 – Biały pionek · c2 – Biały pionek · d2 – Biały pionek · e2 – Biały hetman · f2 – Biały pionek · g2 – Biały pionek · h2 – Biały pionek · a1 – Biała wieża · c1 – Biały goniec · e1 – Biały król · h1 – Biała wieża | a8 – Czarna wieża · b8 – Czarny skoczek · d8 – Czarny hetman · e8 – Czarny król · f8 – Czarny goniec · h8 – Czarna wieża · a7 – Czarny pionek · b7 – Czarny pionek · c7 – Czarny pionek · f7 – Czarny pionek · g7 – Czarny pionek · h7 – Czarny pionek · d6 – Czarny pionek · f5 – Czarny goniec · e4 – Czarny skoczek · c3 – Biały skoczek · f3 – Biały skoczek · a2 – Biały pionek · b2 – Biały pionek · c2 – Biały pionek · d2 – Biały pionek · e2 – Biały hetman · f2 – Biały pionek · g2 – Biały pionek · h2 – Biały pionek · a1 – Biała wieża · c1 – Biały goniec · e1 – Biały król · h1 – Biała wieża | a8 – Czarna wieża · b8 – Czarny skoczek · d8 – Czarny hetman · e8 – Czarny król · f8 – Czarny goniec · h8 – Czarna wieża · a7 – Czarny pionek · b7 – Czarny pionek · c7 – Czarny pionek · f7 – Czarny pionek · g7 – Czarny pionek · h7 – Czarny pionek · d6 – Czarny pionek · f5 – Czarny goniec · e4 – Czarny skoczek · c3 – Biały skoczek · f3 – Biały skoczek · a2 – Biały pionek · b2 – Biały pionek · c2 – Biały pionek · d2 – Biały pionek · e2 – Biały hetman · f2 – Biały pionek · g2 – Biały pionek · h2 – Biały pionek · a1 – Biała wieża · c1 – Biały goniec · e1 – Biały król · h1 – Biała wieża | a8 – Czarna wieża · b8 – Czarny skoczek · d8 – Czarny hetman · e8 – Czarny król · f8 – Czarny goniec · h8 – Czarna wieża · a7 – Czarny pionek · b7 – Czarny pionek · c7 – Czarny pionek · f7 – Czarny pionek · g7 – Czarny pionek · h7 – Czarny pionek · d6 – Czarny pionek · f5 – Czarny goniec · e4 – Czarny skoczek · c3 – Biały skoczek · f3 – Biały skoczek · a2 – Biały pionek · b2 – Biały pionek · c2 – Biały pionek · d2 – Biały pionek · e2 – Biały hetman · f2 – Biały pionek · g2 – Biały pionek · h2 – Biały pionek · a1 – Biała wieża · c1 – Biały goniec · e1 – Biały król · h1 – Biała wieża | a8 – Czarna wieża · b8 – Czarny skoczek · d8 – Czarny hetman · e8 – Czarny król · f8 – Czarny goniec · h8 – Czarna wieża · a7 – Czarny pionek · b7 – Czarny pionek · c7 – Czarny pionek · f7 – Czarny pionek · g7 – Czarny pionek · h7 – Czarny pionek · d6 – Czarny pionek · f5 – Czarny goniec · e4 – Czarny skoczek · c3 – Biały skoczek · f3 – Biały skoczek · a2 – Biały pionek · b2 – Biały pionek · c2 – Biały pionek · d2 – Biały pionek · e2 – Biały hetman · f2 – Biały pionek · g2 – Biały pionek · h2 – Biały pionek · a1 – Biała wieża · c1 – Biały goniec · e1 – Biały król · h1 – Biała wieża | a8 – Czarna wieża · b8 – Czarny skoczek · d8 – Czarny hetman · e8 – Czarny król · f8 – Czarny goniec · h8 – Czarna wieża · a7 – Czarny pionek · b7 – Czarny pionek · c7 – Czarny pionek · f7 – Czarny pionek · g7 – Czarny pionek · h7 – Czarny pionek · d6 – Czarny pionek · f5 – Czarny goniec · e4 – Czarny skoczek · c3 – Biały skoczek · f3 – Biały skoczek · a2 – Biały pionek · b2 – Biały pionek · c2 – Biały pionek · d2 – Biały pionek · e2 – Biały hetman · f2 – Biały pionek · g2 – Biały pionek · h2 – Biały pionek · a1 – Biała wieża · c1 – Biały goniec · e1 – Biały król · h1 – Biała wieża | a8 – Czarna wieża · b8 – Czarny skoczek · d8 – Czarny hetman · e8 – Czarny król · f8 – Czarny goniec · h8 – Czarna wieża · a7 – Czarny pionek · b7 – Czarny pionek · c7 – Czarny pionek · f7 – Czarny pionek · g7 – Czarny pionek · h7 – Czarny pionek · d6 – Czarny pionek · f5 – Czarny goniec · e4 – Czarny skoczek · c3 – Biały skoczek · f3 – Biały skoczek · a2 – Biały pionek · b2 – Biały pionek · c2 – Biały pionek · d2 – Biały pionek · e2 – Biały hetman · f2 – Biały pionek · g2 – Biały pionek · h2 – Biały pionek · a1 – Biała wieża · c1 – Biały goniec · e1 – Biały król · h1 – Biała wieża | 2 |
| 1 | a8 – Czarna wieża · b8 – Czarny skoczek · d8 – Czarny hetman · e8 – Czarny król · f8 – Czarny goniec · h8 – Czarna wieża · a7 – Czarny pionek · b7 – Czarny pionek · c7 – Czarny pionek · f7 – Czarny pionek · g7 – Czarny pionek · h7 – Czarny pionek · d6 – Czarny pionek · f5 – Czarny goniec · e4 – Czarny skoczek · c3 – Biały skoczek · f3 – Biały skoczek · a2 – Biały pionek · b2 – Biały pionek · c2 – Biały pionek · d2 – Biały pionek · e2 – Biały hetman · f2 – Biały pionek · g2 – Biały pionek · h2 – Biały pionek · a1 – Biała wieża · c1 – Biały goniec · e1 – Biały król · h1 – Biała wieża | a8 – Czarna wieża · b8 – Czarny skoczek · d8 – Czarny hetman · e8 – Czarny król · f8 – Czarny goniec · h8 – Czarna wieża · a7 – Czarny pionek · b7 – Czarny pionek · c7 – Czarny pionek · f7 – Czarny pionek · g7 – Czarny pionek · h7 – Czarny pionek · d6 – Czarny pionek · f5 – Czarny goniec · e4 – Czarny skoczek · c3 – Biały skoczek · f3 – Biały skoczek · a2 – Biały pionek · b2 – Biały pionek · c2 – Biały pionek · d2 – Biały pionek · e2 – Biały hetman · f2 – Biały pionek · g2 – Biały pionek · h2 – Biały pionek · a1 – Biała wieża · c1 – Biały goniec · e1 – Biały król · h1 – Biała wieża | a8 – Czarna wieża · b8 – Czarny skoczek · d8 – Czarny hetman · e8 – Czarny król · f8 – Czarny goniec · h8 – Czarna wieża · a7 – Czarny pionek · b7 – Czarny pionek · c7 – Czarny pionek · f7 – Czarny pionek · g7 – Czarny pionek · h7 – Czarny pionek · d6 – Czarny pionek · f5 – Czarny goniec · e4 – Czarny skoczek · c3 – Biały skoczek · f3 – Biały skoczek · a2 – Biały pionek · b2 – Biały pionek · c2 – Biały pionek · d2 – Biały pionek · e2 – Biały hetman · f2 – Biały pionek · g2 – Biały pionek · h2 – Biały pionek · a1 – Biała wieża · c1 – Biały goniec · e1 – Biały król · h1 – Biała wieża | a8 – Czarna wieża · b8 – Czarny skoczek · d8 – Czarny hetman · e8 – Czarny król · f8 – Czarny goniec · h8 – Czarna wieża · a7 – Czarny pionek · b7 – Czarny pionek · c7 – Czarny pionek · f7 – Czarny pionek · g7 – Czarny pionek · h7 – Czarny pionek · d6 – Czarny pionek · f5 – Czarny goniec · e4 – Czarny skoczek · c3 – Biały skoczek · f3 – Biały skoczek · a2 – Biały pionek · b2 – Biały pionek · c2 – Biały pionek · d2 – Biały pionek · e2 – Biały hetman · f2 – Biały pionek · g2 – Biały pionek · h2 – Biały pionek · a1 – Biała wieża · c1 – Biały goniec · e1 – Biały król · h1 – Biała wieża | a8 – Czarna wieża · b8 – Czarny skoczek · d8 – Czarny hetman · e8 – Czarny król · f8 – Czarny goniec · h8 – Czarna wieża · a7 – Czarny pionek · b7 – Czarny pionek · c7 – Czarny pionek · f7 – Czarny pionek · g7 – Czarny pionek · h7 – Czarny pionek · d6 – Czarny pionek · f5 – Czarny goniec · e4 – Czarny skoczek · c3 – Biały skoczek · f3 – Biały skoczek · a2 – Biały pionek · b2 – Biały pionek · c2 – Biały pionek · d2 – Biały pionek · e2 – Biały hetman · f2 – Biały pionek · g2 – Biały pionek · h2 – Biały pionek · a1 – Biała wieża · c1 – Biały goniec · e1 – Biały król · h1 – Biała wieża | a8 – Czarna wieża · b8 – Czarny skoczek · d8 – Czarny hetman · e8 – Czarny król · f8 – Czarny goniec · h8 – Czarna wieża · a7 – Czarny pionek · b7 – Czarny pionek · c7 – Czarny pionek · f7 – Czarny pionek · g7 – Czarny pionek · h7 – Czarny pionek · d6 – Czarny pionek · f5 – Czarny goniec · e4 – Czarny skoczek · c3 – Biały skoczek · f3 – Biały skoczek · a2 – Biały pionek · b2 – Biały pionek · c2 – Biały pionek · d2 – Biały pionek · e2 – Biały hetman · f2 – Biały pionek · g2 – Biały pionek · h2 – Biały pionek · a1 – Biała wieża · c1 – Biały goniec · e1 – Biały król · h1 – Biała wieża | a8 – Czarna wieża · b8 – Czarny skoczek · d8 – Czarny hetman · e8 – Czarny król · f8 – Czarny goniec · h8 – Czarna wieża · a7 – Czarny pionek · b7 – Czarny pionek · c7 – Czarny pionek · f7 – Czarny pionek · g7 – Czarny pionek · h7 – Czarny pionek · d6 – Czarny pionek · f5 – Czarny goniec · e4 – Czarny skoczek · c3 – Biały skoczek · f3 – Biały skoczek · a2 – Biały pionek · b2 – Biały pionek · c2 – Biały pionek · d2 – Biały pionek · e2 – Biały hetman · f2 – Biały pionek · g2 – Biały pionek · h2 – Biały pionek · a1 – Biała wieża · c1 – Biały goniec · e1 – Biały król · h1 – Biała wieża | a8 – Czarna wieża · b8 – Czarny skoczek · d8 – Czarny hetman · e8 – Czarny król · f8 – Czarny goniec · h8 – Czarna wieża · a7 – Czarny pionek · b7 – Czarny pionek · c7 – Czarny pionek · f7 – Czarny pionek · g7 – Czarny pionek · h7 – Czarny pionek · d6 – Czarny pionek · f5 – Czarny goniec · e4 – Czarny skoczek · c3 – Biały skoczek · f3 – Biały skoczek · a2 – Biały pionek · b2 – Biały pionek · c2 – Biały pionek · d2 – Biały pionek · e2 – Biały hetman · f2 – Biały pionek · g2 – Biały pionek · h2 – Biały pionek · a1 – Biała wieża · c1 – Biały goniec · e1 – Biały król · h1 – Biała wieża | 1 |
|   | a | b | c | d | e | f | g | h |   |

## A.Zapata - V.Anand, Biel 1988
1. e4 e5
2. Sf3 Sf6
3. Sxe5 d6
4. Sf3 Sxe4
5. Sc3 Gf5??
W partii Anthony Miles – Larry Christiansen (San Francisco, 1987) nastąpiło 6.Sxe4? Gxe4 7.d3 Gg6 i partia zakończyła się remisem po 21 posunięciach. Pomimo dużego błędu, Šahovski Informator uznał posunięcie 5...Gf5 za nowinkę.
6. He2! (diagram)
Czarne poddały się, ponieważ tracą związanego skoczka, którego nie mają jak obronić:
6...d5 7.d3
6...He7? 7.Sd5!
Powyższa partia jest jedną z najkrótszych miniatur, przegranych przez arcymistrza światowej czołówki w oficjalnym turnieju.